# SK Invitational
SK Invitational ist eine österreichische Band aus Salzburg, die um den Bassisten Stephan Kondert entstand. Die Band legte seit 2007 mehrere Alben vor. Im Jahr 2010 war die Band für den Amadeus Austrian Music Award in der Kategorie HipHop/R’n’B nominiert. 2011 trat die Band am Popfest auf der Seebühne auf.

## Diskografie

### Alben
- 2006: SK Invitational (Jazzit:Edition)
- 2009: Sweet 16 – Texta Live! backed by S.K. Invitational
- 2010: Raw Glazed (Tontraeger Records)
- 2017: Golden Crown (Tontraeger Records)